# Cryptozoon (stromatoliet)
Cryptozoon of Cryptozoön is een geslacht van stromatolieten uit het Precambrium en Paleozoïcum. De ontdekking van Cryptozoon door James Hall in 1883 was de eerste keer dat stromatolieten als fossielen van levende organismes werden beschreven - eerdere onderzoekers dachten dat ze door abiotische processen ontstaan. Hall dacht dat het om stromatoporen (sponsdieren) ging, maar in feite zijn stromatolieten een soort sporenfossiel: het zijn gefossiliseerde kolonies van microben.
Cryptozoon is een waaiervormige stromatoliet. De structuur groeide als een paddenstoel, zowel in de hoogte als zijwaarts. Er zijn 19 soorten bekend, verspreid over Noord-Amerika, Afrika en Australië.